# Occimiano
Occimiano é uma comuna italiana da região do Piemonte, província de Alexandria, com cerca de 1.385 habitantes. Estende-se por uma área de 22 km², tendo uma densidade populacional de 63 hab/km². Faz fronteira com Borgo San Martino, Casale Monferrato, Conzano, Giarole, Lu, Mirabello Monferrato, Pomaro Monferrato.

## Demografia
| Variação demográfica do município entre 1861 e 2011                               |
|                                                                                   |
| Fonte: Istituto Nazionale di Statistica (ISTAT) - Elaboração gráfica da Wikipedia |